# Ratusz w Belfaście
Ratusz w Belfaście (ang. Belfast City Hall) – ratusz miejski w Belfaście, stolicy Irlandii Północnej.   

## Pierwszy ratusz
Pierwszy, georgiański, ceglany ratusz o dwóch piętrach zbudowano na Donegall Square w latach 1783–1785, prawdopodobnie według projektu Rogera Mulhollanda (wcześniej znajdowały się tam XVII-wieczne ogrody Belfast Castle Gardens). Mieścił nie tylko biura, ale też m.in. pomieszczenia służące handlowi i eksportowi płótna. Został zburzony w 1896.  

## Drugi ratusz
W 1871 ukończono realizację drugiego ratusza przy Victoria Street. Budowla z czerwonej cegły i piaskowca była wynikiem konkursu architektonicznego z 1869 (w 1866 Thomas Turner zaproponował budowę ratusza na Donegall Square, wyprzedzając o pięćdziesiąt lat otwarcie kolejnej siedziby władz miejskich). Skromny, pozbawiony dekoracji wygląd budynku spotkał się z krytyką mieszkańców, w oczach których nie przystawał on do obiektu administracji publicznej.  

## Ratusz z przełomu wieków XIX i XX

Fasada główna

Istniejący ratusz przy Donegall Square został wybudowany w latach 1896–1906, w dobie wzrostu znaczenia miasta. Belfast uzyskał status city w 1888. Ponownie ogłoszono konkurs architektoniczny, w którym wystartowało co najmniej sześć osób oraz przedsiębiorstw (m.in. miejscowi Watt & Tulloch i William John Fennell). Wybrano projekt zaproponowany przez Alfreda Brumwella Thomasa z Londynu (nie był wówczas szerzej znany).   
Kamień węgielny wmurowano 18 października 1898, a prace zakończono w październiku 1905. Budowę realizowało przedsiębiorstwo H & J Martin z Belfastu. W ceremonii otwarcia urządzonej 1 sierpnia 1906 uczestniczył lord namiestnik Irlandii John Hamilton-Gordon. Od 22 czerwca 1921 do września 1932 ratusz był wykorzystywany jako siedziba parlamentu Irlandii Północnej, przed budową gmachu w Stormont. Budowla została bezpośrednio uderzona w trakcie bombardowania Belfastu przez Niemców w kwietniu i maju 1941, a ucierpiała wówczas zwłaszcza Wielka Sala (w 1953 szkody naprawiono). Budynek został wpisany na listę obiektów zabytkowych w 1975 jako obiekt najwyższej kategorii A. Przez większą część konfliktu w Irlandii Północnej budynek był zamknięty dla osób postronnych, ponownie otwarty w 1991. Kapitalny remont zrealizowano w latach 2007–2009 za 11 milionów funtów.  
Bliźniaczo wyglądający budynek wybudowano w Durbanie w Południowej Afryce.

## Architektura

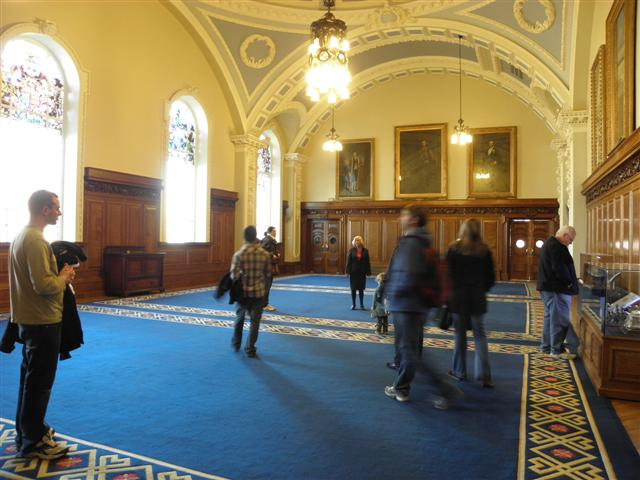
Sala Wielka

Thomas czerpał inspirację z wielu klasycznych i współczesnych sobie wzorców, zwłaszcza renesansu, baroku i klasycyzmu. Na monumentalny styl ratusza wpłynęły np. formy kopuł i fasad Bazyliki Świętego Piotra na Watykanie oraz katedry Świętego Pawła w Londynie. Koszt budowy wyniósł ponad 360.000 funtów, a wpływ na to miało m.in. zastosowanie drogich materiałów, m.in. włoskich marmurów i rzeźb autorstwa Fredericka Williama Pomeroya. Prace w marmurze zrealizowało londyńskie przedsiębiorstwo Famer & Brindley, tynkarskie George Rome & Co. z Glasgow, witraże Ward & Partners, a oświetlenie elektryczne Campbell Brothers. Statua z brązu wykonana przez Patricka MacDowella na głównym podeście wejściowym przedstawia Fredericka Richarda (1827–1853), zmarłego w młodości syna George′a Chichestera, markiza Donegall (stała ona wcześniej przed Royal Belfast Academical Institution). Belfast Newsletter napisał w 1906, że ratusz jest „wspaniałą budowlą, godną pod każdym względem rangi, jaką Belfast zajmuje wśród miast Imperium”.    